# Балкански парк на мира
Балканският парк на мира е предложение на природозащитната организация The World Conservation Union (съкр. IUCN) за създаването на трансграничен парк в планината Проклетия на територията на 3 държави - Албания, Черна гора и Косово.
Балканският парк ще обхваща най-високите части от масива на Проклетия, включително и първенеца на планините Динари - Езерски връх с езерцата, както и Джеравица с Ругова.
На територията на този проектиран екопарк се намират местообитанията на много редки видове растения и животни като кафявата мечка, а местните традиции и обичаи са запазени от векове до 21 век.
Към 2016 г. единствената реализирана инициатива в рамките на проекта е „Върхове на Балканите“ с подкрепата на германското дружество за разпространение на немския език. 